# Gregori Aminoff (konstnär)
Gregori Aminoff, född den 8 februari 1883 i Stockholm, död den 11 februari 1947 i Kungsholms församling i Stockholm, var en svensk konstnär och mineralog. Han var brorson till Iwan T. Aminoff.

## Biografi
Aminoff blev filosofie kandidat vid Uppsala universitet 1905, filosofie licentiat vid Stockholms högskola 1916, filosofie doktor 1918 samt docent i mineralogi och kristallografi 1918. Han studerade konst hos Konstnärsförbundet, i Italien samt för Henri Matisse. Han utställde med "De Unga" i Stockholm 1909,1910 och 1911, var representerad på "Höstsalongen" i Paris 1909, och hade 1912 tillsammans med Arvid Nilsson separatutställningen "Salong Joel" i Stockholm. Han deltog även i utställningar på Konstföreningen samt på Konstakademiens vårutställningar. Aminoff målade gärna nakna kroppar i landskap men även stadsmotiv, porträtt och landskap. Han finns representerad med verk vid bland annat Nationalmuseum i Stockholm.
År 1914 slutade Aminoff måla och återupptog sina studier av främst mineralogi och kristallografi, vilka han tidigare lagt åt sidan. År 1918, samma år som han disputerade för doktorsgrad, introducerade Aminoff röntgenkristallografin i Sverige. Han blev 1923 professor vid Naturhistoriska riksmuseets mineralogiska avdelning. Aminoff invaldes 1933 som ledamot av Kungliga Vetenskapsakademien. Ett mineral funnet av Aminoff i Långbans gruva i Värmland har uppkallats efter honom: aminoffit.
Hans änka, Birgit Broomé-Aminoff, lät 1950 i sitt testamente upprätta Professor Gregori Aminoffs minnesfond. Fonden skulle administreras av Kungliga Vetenskapsakademien och ett årligt pris, Gregori Aminoffpriset, skulle utdelas för publicerade arbeten inom det kristallografiska området.

## Familj
Gregori Aminoff var son till kapten Tönnes Aminoff och Mathilda Aminoff, född Lindström. Han gifte sig 1908 med filosofie kandidat Ingrid Setterlund, dotter till överläraren Carl Setterlund och Signe Setterlund, född Lindberg. Barn: Brita, Eva, Malin och Ulla. Vid sin död var han omgift med Birgit Broomé (1892–1950). Makarna Aminoff är begravda på Norra begravningsplatsen utanför Stockholm.